# Frank Stapleton
Francis Anthony Stapleton (Dublin, 1956. július 10. –) ír válogatott labdarúgó, edző.

## Pályafutása

### Klubcsapatban
Dublinban született. 1974 és 1981 között az Arsenal, 1981 és 1987 között a Manchester United játékosa volt. 1987-ben az Ajaxban játszott, majd kölcsönben az Anderlecht és a Derby County együtteseiben szerepelt. Később játszott még a francia Le Havre, a Blackburn Rovers, a Huddersfield Town, a Bradford City és a Brighton & Hove Albion csapatában is. 

### A válogatottban
1976 és 1990 között 71 alkalommal szerepelt az ír válogatottban és 20 gólt szerzett. Részt vett az 1988-as Európa-bajnokságon és az 1990-es világbajnokságon.

## Sikerei, díjai
Arsenal FC
- Angol kupa (1): 1978–79

Manchester United
- Angol kupa (2): 1982–83, 1984–85
- Angol szuperkupa (1): 1983